# Rodriguezi sándorpapagáj
A rodriguezi sándorpapagáj (Alexandrinus exsul) a madarak osztályának papagájalakúak (Psittaciformes) rendjébe a szakállaspapagáj-félék (Psittaculidae) családjába tartozó kihalt faj. A szervezetek egy része az átsorolást még nem fogadta el, és a Psittacula nembe sorolja.

## Előfordulása
Az Indiai-óceánban található Mauritiushoz tartozó Rodriguez-sziget területén volt honos.

## Megjelenése
Testhossza 40 centiméter volt. A nem többi tagjától eltérően, tollazata nem zöld, hanem palaszürke színű.

## Kihalása
Az utolsó példányát 1875-ben látták. Kihalását az élőhely elvesztése és a vadászat együtt okozta.